# Timur Ischakowitsch Pulatow

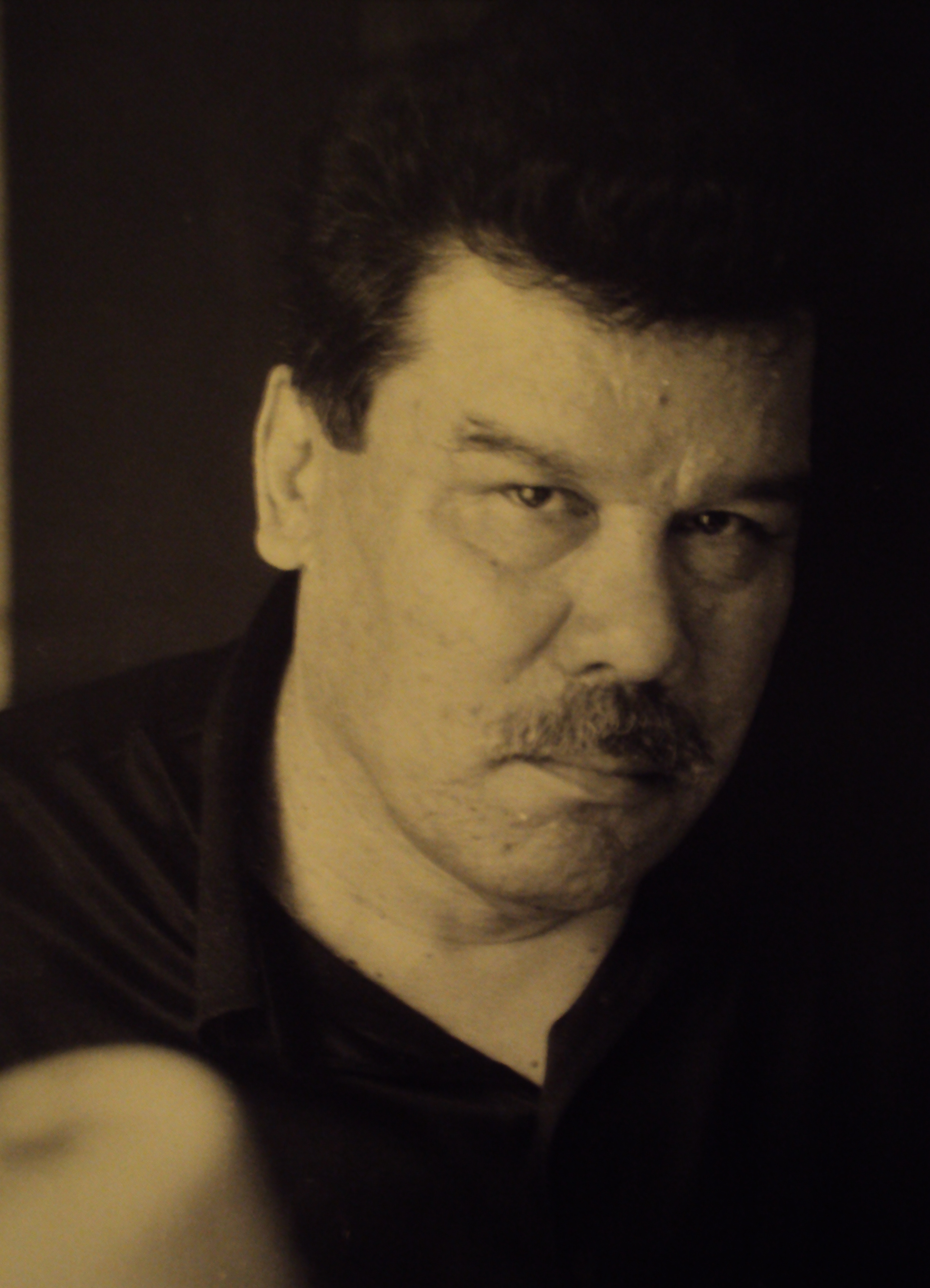
Timur Pulatow

Timur Ischakowitsch Pulatow (russisch Тимур Исхакович Пулатов, wiss. Transliteration Timur Ischakovič Pulatov; geb. 1939 in Buchara, Usbekische SSR, heute Usbekistan) ist ein russischer Schriftsteller und Drehbuchautor aus dem Sprachraum der Turkvölker, der in russischer Sprache schreibt. Er war der letzte Vorsitzende des Schriftstellerverbandes der UdSSR (1991).

## Leben
Pulatow war der Sohn eines Lehrers. Mit vierzehn Jahren arbeitete er in einer Schuhfabrik, dann in einem Baubetrieb in der Wüste. 1963 absolvierte er das Pädagogische Institut in Buchara. Dann war er Lehrer an einer Dorfschule. Später studierte er an der Filmhochschule in Moskau. Er arbeitete als Chefredakteur im Filmstudio „Usbekfilm“ Taschkent und lebt seit 1991 in Moskau.
Nach der Umstrukturierung des sowjetischen Schriftstellerverbandes nach dem Zerfall der Sowjetunion in die Internationale Gemeinschaft der Schriftstellerverbände in Russland und den GUS-Staaten im Jahr 1992 leitete Timur Pulatow diesen größten Schriftstellerverband seit der ehemaligen UdSSR als erster Sekretär des Exekutivkomitees. 1994 wurde er zu dessen Präsidenten gewählt, ein Amt, das er bis 2000 innehatte.
Pulatow veröffentlichte Erzählungen, Romane und Essays, wobei viele auch ins Deutsche übersetzt worden sind.
Von Einfluss auf sein Werk ist die regionale Kultur Mittelasiens mit ihren turksprachigen und iranisch-sprachigen Komponenten und islamischen Traditionen.
Seine Gesammelten Werke in vier Bänden erschienen 1995–1999.

## Werke (Auswahl)
- Собрание сочинений (Gesammelte Werke) in 4 Bänden, Moskau, 1995–1999 (russisch)

Romane:
- Plawajuschtschaja Jewrasija (russisch Плавающая Евразия, wiss. Transliteration Plavajuščaja Evrazija)
- Strasti bucharskogo doma (russisch Страсти бухарского дома, wiss. Transliteration Strasti bucharskogo doma)
- Tscherepacha Tarasi (russisch Черепаха Тарази, wiss. Transliteration Čerepacha Tarazi)

Erzählungen:
- Wladenija (russisch Владения, wiss. Transliteration Vladenija)
- Wpetschatlitelny Alischo (russisch Впечатлительный Алишо, wiss. Transliteration Vpečatlitel'nyj Ališo)
- Wtoroje puteschestwije Kaipa (russisch Второе путешествие Каипа, wiss. Transliteration Vtoroe putešestvie Kaipa)
- Sawsegdatai (russisch Завсегдатай, wiss. Transliteration Zavsegdataj)
- Oklikni menja w lessu (russisch Окликни меня в лесу, wiss. Transliteration Oklikni menja v lesu)
- Protschije nasselennyje punkty (russisch Прочие населенные пункты, wiss. Transliteration Pročie naselennye punkty)
- Storoschewyje baschni (russisch Сторожевые башни, wiss. Transliteration Storoževye bašni)

deutsche Übersetzungen:
- Das Geheimnis der Schildkröte. Berlin: Verl. Volk u. Welt, 1988
- Um die Ehre des Emirats. Erzählungen Leipzig: Reclam, 1986 (Universal-Bibliothek Band 1158)
- Der Widerspenstige aus Buchara. Berlin: Verlag Volk u. Welt, 1982
- Der Stammgast. Berlin: Verlag Volk u. Welt, 1981